# Tripterophycis
Tripterophycis es un género de peces gadiformes de la familia Moridae.

## Especies
Se reconocen las siguientes especies:
- Tripterophycis gilchristi
- Tripterophycis svetovidovi